# Silly-sur-Nied
Silly-sur-Nied é uma comuna francesa na região administrativa de Grande Leste, no departamento de Mosela. Estende-se por uma área de 4,54 km². Em 2010 a comuna tinha 705 habitantes (densidade: 155,3 hab./km²).